# Sidibé Oumar
Pour les articles homonymes, voir Sidibé.
Oumar Sidibé est une personnalité publique malienne, considérée comme l'un des plus jeunes romanciers africains après avoir publié son premier roman à l’âge de 17 ans
.

## Biographie
L'auteur des livres À la recherche du bonheur, Ma mère oui, pas ma maman et du roman Une si troublante affaire est un jeune acteur engagé au sein de la société civile malienne. Membre actif du conseil national de la jeunesse malienne, et coordinateur national d'une plateforme culturelle transnationale de jeunes leaders dénommée ADEKA (Dambe ni Kalan), Oumar Sidibé reste particulièrement engagé pour l'alphabétisation des enfants en situation défavorable et l'éducation de qualité pour tous. 

## Publications

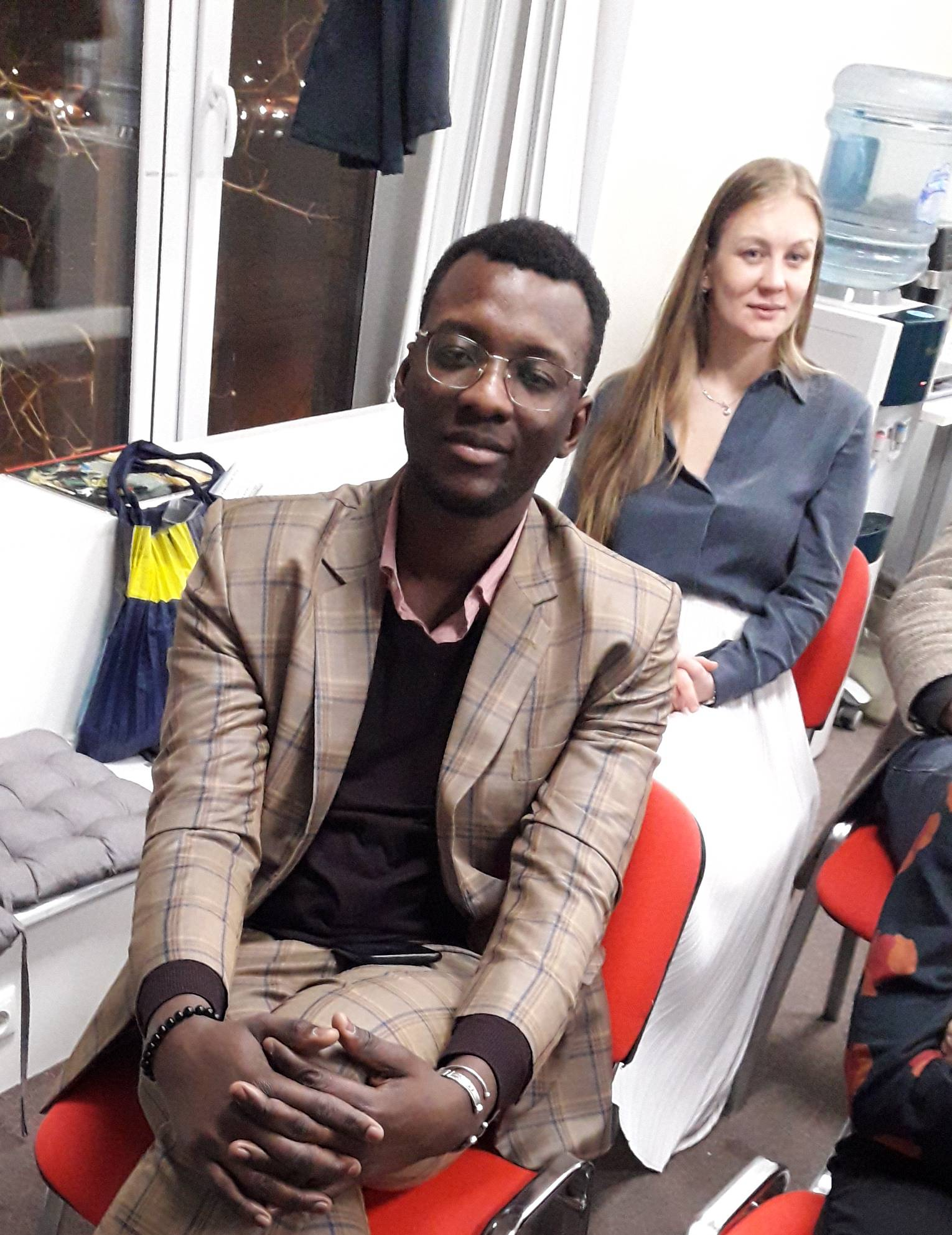
Les écrivains Oumar Sidibé et Anna Gontcharova lors d'une soirée du philanthrope Aliou Tounkara. Photo du poète et anthropologue Igor Sid. 25.01.2019.

- Une si troublante affaire, éd. Jamana 2013
- À la recherche du bonheur, éd. Carvi Write 2018
- Ma mère oui, pas ma maman, 2019 Auto édité

## Pseudonyme
L'auteur publie souvent sous le pseudonyme : Aries Mudboi.